# غنيمونية
الغنيمونية (الاسم العلمي: Gnetaceae) هي فصيلة من النباتات تتبع رتبة الغنيمونيات من طائفة النباتات الغنيمونية

## أجناس
تضم هذه الفصيلة جنساً وحيداً هو:	
- الغنيمون